# Palais du Nord (Amarna)
Le palais du Nord, également appelé palais Nord, est situé dans la banlieue nord abandonnée de la ville d'Ahketaton (l'actuelle Amarna, en Égypte). Ce palais ne doit pas être confondu avec le palais de la rive nord plus au nord à Amarna,.
Le Palais du Nord se situe entre la banlieue nord et la ville nord d'Amarna. Il s'agit d'un bâtiment isolé faisant face à l'ouest au fleuve et orienté perpendiculairement par rapport à un prolongement de la route royale. La structure rectangulaire est disposée autour d'un grand espace ouvert. À une extrémité de l'espace ouvert se trouve un complexe de salle du trône. Le complexe comprend une salle à piliers et un balcon en pierre. À côté de cette zone se trouvaient la chambre et la salle de bains privées.
Au nord de la salle du trône se trouve une cour de jardin avec des chambres pour les serviteurs personnels. Le personnel peut avoir inclus le préparateur d'onguent Ramosé connu par deux lettres qui se trouvent dans la maison de Mérytaton. Au sud de la salle du trône se trouvent d'autres quartiers de serviteurs. D'un côté du centre ouvert se trouve une zone qui sert à abriter les animaux. Les mangeoires sont décorées d'images de bovins, de bouquetins et d'antilopes. La structure comporte des mangeoires en calcaire combinées à des pierres d'attache.
Le palais est bien connu pour ses décorations. De nombreuses décorations sont retrouvées à leur emplacement d'origine. Les thèmes communs incluent le papyrus poussant dans un environnement marécageux avec des oiseaux et des papillons.
La résidence est initialement la maison d'une des reines d'Akhenaton. Il est proposé que le palais soit la maison de la grande épouse royale Néfertiti, et que le palais est ensuite donné comme résidence principale de la fille royale aînée Mérytaton. Ces derniers temps, cependant, il devient clair que le palais est la demeure de la reine Kiya et qu'après sa mort, le palais est devenu la résidence de Mérytaton.